# 梅祖彦
梅祖彦（1924年—2003年），男，天津人，生于北京，中华人民共和国水利专家、社会活动家，曾任九三学社中央委员会常务委员，第六届全国政协委员，第七、八届全国人大代表。

## 家庭
父亲梅贻琦。妻子刘自强。